# ملكة جمال أمريكا 2003
مسابقة ملكة جمال أمريكا 2003 ، هي مسابقة ملكة جمال أمريكا السادسة والسبعين في تاريخ المسابقة، تم بث مسابقة على الهواء مباشرة من قاعة بوردواك في أتلانتيك سيتي ، نيو جيرسي يوم السبت 21 سبتمبر 2002 على شبكة أيه بي سي. فازت المسابقة إيريكا هارولد من إلينوي. كان برنامجها الرسمي هو «منع عنف الشباب والبلطجة: احم نفسك ، احترم نفسك». نما اختيار ها من تجربتها شخصية. مع تعرضتها لمضايقات عنصرية وجنسية وهي فترة شبابها.

## النتائج

### المراكز النهائية
| النتائج النهائية      | اسم المتنافسة |
| --------------------- | --- |
| ملكة جمال أمريكا 2003 | - إلينوي - إيريكا هارولد |
| الوصيفة الأولى        | - ألاباما - سكارلوت ديوبري |
| الوصيفة الثانية       | - أوكلاهوما - كيسي بريسلر |
| الوصيفة الثالثة       | - نيفادا - تيريزا بينيتيز |
| الوصيفة الرابعة       | - ماريلاند - كميل لويس |
| أفضل 10               | - كونيتيكت - تانيشا بريتو - ماساتشوستس - ميلاني بيت كوريا - ميسيسيبي - جنيفر أدكوك - نيويورك - تيفاني ووكر - تكساس - ليزا دالزيل             |
| أفضل 15               | - أريزونا - لورا لوليس - إنديانا - تانجرا ريغل - كارولاينا الشمالية - ميستي كليمر - كارولاينا الجنوبية - كيلي ماكوركل - واشنطن - أماندا بيرز |